# جوزف فارگیس
جوزف فارگیس (انگلیسی: Joseph Fargis؛ زادهٔ ۲ آوریل ۱۹۴۸) سوارکار اهل ایالات متحده آمریکا بود.
وی در مسابقات کشوری و بین‌المللی در مجموع برندهٔ ۳ مدال طلا، ۱ مدال نقره شده‌است.